# Jan Schamhart
Jan Schamhart (Amsterdam, 8 december 1905 - Apeldoorn, 8 maart 1945), voluit Hendrikus Albertus Johan Herman Schamhart, was een verzetsstrijder uit Olst tijdens de Tweede Wereldoorlog.
Schamhart woonde in het landhuis De Haere  in Olst, samen met zijn gezin. Met zijn vader had hij hier tevens een houthandel. Vanaf 1944 werd Schamhart actief als verzetslid en hij sloot zich aan bij de Raad van Verzet (RVV). Schamhart organiseerde een spionagenetwerk voor Salland en een deel van de Achterhoek en liet via de RVV-zender de berichten naar de geallieerden in Engeland overbrengen. Ook zaten RVV-leden ondergedoken op De Haere.
Begin december 1944 werd Schamhart gewaarschuwd dat hij gevaar liep nadat enkele van zijn medewerkers door de Duiters waren opgepakt. Om zijn vader te beschermen besloot Schamhart om niet zelf onder te duiken. Op 6 december 1944 werd hij opgepakt door de Duitse Sicherheitsdienst. Schamhart werd op 39-jarige leeftijd geëxecuteerd op de Woeste Hoeve bij Apeldoorn, als vergelding voor de aanslag op Rauter enkele dagen eerder.
In Olst is op de hoek van de dr. H.G. Pluimstraat en Hendrik Droststraat een monument opgericht voor gesneuvelde verzetsstrijders uit Olst. Op dit monument staat ook Jan Schamhart vermeld. Ook is er in Olst een straat naar hem vernoemd, de Jan Schamhartstraat. Deze loopt van het centrum van Olst richting Deventer. 